# Odette Trupin
Odette Trupin, née le 5 février 1935 à Rabat (Maroc), est une femme politique française.

## Biographie
Odette Trupin est institutrice en France, après avoir grandi au Maroc. Elle est mariée à Guy Trupin, né le 16 décembre 1931, également à Rabat. Guy est conseiller municipal depuis 1965 de Camblanes-et-Meynac (Gironde) puis maire de cette commune de 1977 à 2014. Odette, professeur de lettres dans le rectorat de Bordeaux, devient inspectrice d'académie, chargée de mission auprès du recteur de Bordeaux. 
Sensibilisé au handicap de sa sœur Claudette, elle fonde Handivillage 33, une association consacrée aux personnes handicapées vieillissantes.
Elle est députée de 1997 à 2002 dans la XIe législature (1997-2002), dans la 9e circonscription de Gironde face au député sortant Philippe Dubourg. Elle fait partie du groupe Socialiste, radical et citoyen. Candidate aux élections législatives de 2002, elle est battue par l'UMP, Philippe Dubourg qui retrouve son siège perdu en 1997.
Elle est membre du Parti Socialiste.

## Mandats
- du 1er juin 1997 au 18 juin 2002 : députée de la Gironde (9e circonscription)

## Distinction
- Chevalier de l'ordre national de la Légion d'honneur (depuis le 14 juillet 2015[3])